# Tœufles
Tœufles – miejscowość i gmina we Francji, w regionie Hauts-de-France, w departamencie Somma.
Według danych na rok 2011 gminę zamieszkiwały 282 osoby, a gęstość zaludnienia wynosiła 32 osoby/km² (wśród 2293 gmin Pikardii Tœufles plasuje się na 700. miejscu pod względem liczby ludności, natomiast pod względem powierzchni na miejscu 546.).